# 같은으뜸조
음악이론에서 으뜸음이 동일한 장음계와 단음계를 같은으뜸조 관계라고 한다. 예를 들어, 다장조와 다단조는 서로 다른 모드를 갖고 있지만 이 둘 모두 동일한 으뜸음을 지닌 조성이다.
해당 장음계는 3도, 6도, 7도를 낮추면 같은 으뜸음의 단음계로 바뀌게 되고, 반대로 단음계는 3도, 6도, 7도를 높이면 같은 으뜸음의 장음계가 된다.
19세기 초에 작곡가들은 같은으뜸조에서 코드를 자유롭게 빌려오는 실험을 시작했다.
서양인의 귀에는 장조에서 같은으뜸조인 단조로의 전환이 분위기를 그냥 갑자기 슬프게 하는 것처럼 들린다. (반면, 반대의 경우는 그냥 갑자기 밝아지는 것처럼 들린다). 이 전환은 나란한조로의 전환과 전혀 다르다.
록 음악이나 대중음악에서 같은으뜸조를 강조한 곡의 예로는 Grass Roots의 "Temtation Eyes", 폴리스의 " Every Little Thing She Does Is Magic", 립스 잉크의 " Funkytown ", The Beatles의 " Norwegian Wood ",  더스티 스프링필드의 " <a href="https://en.wikipedia.org/wiki/You_Don't_Have_To_Say_You_Love_Me" rel="mw:ExtLink" title="You Don't Have To Say You Love Me" class="mw-redirect cx-link" data-linkid="42">You Don't Have To Say You Love Me</a>" 등이 있다.

## 같이 보기
- 고조파 병렬성
- 메이저/마이너 작곡 목록
- 피카르디 3위
- 음성 안내